# 54新觀點
《54新觀點》（英語：54 Viewpoint）曾是台灣三立新聞台的脫口秀，2019年節目播出最後一集後由《鄭知道了》接續播出。

## 大事紀
- 2013年2月18日，節目開播。
- 2019年3月4日，節目片頭、攝影棚改版，更換主持人為黃倩萍[1]。
- 2019年8月12日起，節目停播，將由鄭知道了接棒播出（三立新聞台與三立iNEWS聯合播出）[2]。

## 播出時間

### 首播
| 頻道       | 所在地 | 播映日期                     | 播出時間                |
| ---------- | ------ | ---------------------------- | ----------------------- |
| 三立新聞台 | 臺灣   | 2013年2月18日－待查          | 週一至週五 22:50 -00:15 |
| 三立新聞台 | 臺灣   | 2017年3月13日－2017年12月1日 | 週一至週五 21:55-00:00  |
| 三立新聞台 | 臺灣   | 2017年12月4日－2018年8月31日 | 週一至週五 22:30-00:05  |
| 三立新聞台 | 臺灣   | 2018年9月3日－2019年2月27日  | 週一至週五 22:50-00:10  |
| 三立新聞台 | 臺灣   | 2019年3月4日－2019年8月9日   | 週一至週五 22:50-00:00  |
| 三立iNEWS  | 臺灣   | 2017年12月4日－2018年8月11日 | 週一至週五 00:00-00:05  |

### 重播
| 頻道       | 所在地 | 播映日期            | 播出時間               |
| ---------- | ------ | ------------------- | ---------------------- |
| 三立新聞台 | 臺灣   | 待查－2019年8月10日 | 週二至週六 03:00-04:10 |

## 歷屆主持人
- 陳斐娟：資深媒體人、財經專家、主持人（2013年2月18日－2019年2月27日）
- 黃倩萍（2019年3月4日－2019年8月9日）

## 代班主持人
- 許貴雅

## 節目單元
- 今日最狂
- 發爐大人物
- 軍事最前線
- 網每精選

## 爭議

### 宣稱柯文哲競選經費造假
- 2018年5月27日，台北市長柯文哲妻子陳佩琪不滿該政論節目，在5月25日的內容中有多位來賓表示柯文哲申報財產時，名下多了2000萬來源不明的財產，讓陳佩琪在個人臉書表示，將上法院提告；主持人陳斐娟則在臉書邀請陳佩琪上節目講清楚，但不到3小時火速刪文。[3]
- 2018年6月4日，陳佩琪委請律師向三立電視、主持人陳斐娟及來賓曾勁元律師發出律師函，要求7日內登報道歉，且三立須捐出200萬、陳斐娟及曾勁元分別捐出150萬，否則將採取法律行動。[4]
- 三立电视随后发出声明回应称，该議題涉及公益可受公評，来宾曾勁元律師早已於 5 月 4 日即向監察院告發柯市長財產疑申報不實，他也多次在媒體公開評論，柯市長方面就該事件遲未具體回應。三立新聞已经在5月27日晚間新聞将陳佩琪女士当天的說法予以報導，5月28日该节目请柯文哲幕僚、市府發言人林昆鋒說明釐清柯文哲財產申報疑義；并在声明中强调，針對可受公評之議題，三立新闻力求資訊的平衡呈現，絕不預設立場、妄加論斷，並提供各方論述與澄清空間。[5]
- 2018年6月12日，陳佩琪委請律師向台北地院遞狀提告，請求三立電視及主持陳斐娟、來賓曾勁元連帶賠償500萬元捐贈公益團體。陳佩琪在當天的聲明函中表示：“電視台製播的政論節目，實質有獲得龐大廣告收益，自當秉持媒體良心，確實把關節目品質。上述三被告對象在節目製作敷衍了事，甚至為遂順自己政治目的，隨意信口開河、汙衊別人，某些政論節目幾已淪為幾位名嘴與主持人的私人罵人頻道，主持人與來賓享盡好處，卻把自身利潤與遂行自身特殊政治目的建立在誣衊首都市長上，孰可忍、孰不可忍”[6]

## 外部連結
- 54新觀點的Facebook專頁（繁體中文）
- YouTube上的54新觀點頻道
- YouTube上的54新觀點｜黃倩萍主持｜三立新聞台播放列表（繁體中文）

| 三立新聞台 星期一至星期五 22:50 -00:15 | 三立新聞台 星期一至星期五 22:50 -00:15     | 三立新聞台 星期一至星期五 22:50 -00:15 |
| -------------------------------------- | ------------------------------------------ | -------------------------------------- |
|                                        | 54新觀點 （2013年2月18日 - 2019年8月9日）  |                                        |
| 新聞多異點                             | 鄭知道了                                   |                                        |
| 星期一至星期五 22:30-24:05             |                                            |                                        |
| —                                      | 54新觀點 （2017年12月4日 - 2018年8月31日） | —                                      |
| 星期一至星期五 22:50-24:10             |                                            |                                        |
| —                                      | 54新觀點 （2018年9月3日 - 2019年2月27日）  | —                                      |
| 星期一至星期五 22:50-24:00             |                                            |                                        |
| —                                      | 54新觀點 （2019年3月4日 - 2019年8月9日）   | 鄭知道了                               |